# セントヘレナ
座標: 南緯15度55分47秒 西経5度42分51秒 / 南緯15.929702度 西経5.714211度

セントヘレナ

セントヘレナ島

Saint Helena

セントヘレナ (Saint Helena) は、南大西洋に浮かぶイギリス領の火山島。地理的位置は、南緯15度56分、西経5度42分。アフリカ大陸から1840km離れた孤島で、人口は約4,200人。行政上はイギリスの海外領土セントヘレナ・アセンションおよびトリスタンダクーニャに属する一区域で、その中心地である。島の中心集落であるジェームズタウンは、この海外領土の首府である。
退位したナポレオン1世幽閉の地として知られ、1821年にセントヘレナで没した。

## 地理
セントヘレナは大西洋の中央部に位置し、アフリカ南西部海岸から西方1840km、ブラジル東岸より2,880km離れている。スエズ運河完成まではインド洋に向かう航路上の要衝であり、給水地として用いられた。
700万年前の火山活動により大西洋中央海嶺上に出来た火山島で最高峰がダイアナ山 (820m) である。島の周囲は断崖が多いが、中央部は高原状となっており相対的になだらかな地形となっている。
熱帯海洋性気候だがベンゲラ海流や貿易風の影響で穏やかである。1 - 4月が平均21 - 28℃、5 - 12月が17 - 24℃。降水量は750 - 1000mmである。
絶海の孤島であるため流刑地として使用され、ナポレオン1世幽閉の地として著名である。このことは現在、島の観光経済に大きく寄与している。またボーア戦争後にもボーア側首脳の流刑地として使用された。

## 歴史

### 発見と争奪
セントヘレナ島は1502年5月21日、ポルトガルの航海家ジョアン・ダ・ノーヴァによって発見された。島名はコンスタンティヌス1世の母でキリスト教の聖女である聖ヘレナにちなむ。
この無人島では航海に必要な豊富な材木と新鮮な水が入手できたことから、ポルトガル人は島に生活物資や果物・野菜を持ち込み、礼拝堂と一・二軒の家屋を建設した。彼らは定住はしなかったものの、島はヨーロッパとアジアを往復する船舶の補給基地や待ち合わせ場所として用いられた。歴史に残る最初の定住者は、1513年にこの島に降り立ったポルトガル人フェルナンド・ロペスである。1584年5月27日には、日本からヨーロッパへ向かう途中の天正遣欧少年使節が寄港している。
島はこの海域を航行する船によってしばしば利用されたものの、どの国も管理下には置いていなかった。オランダ（ネーデルラント連邦共和国）は1633年にこの島の領有権を主張するが、彼らが島を占拠したり要塞化をした証拠は残っていない。1651年、オランダがアフリカ南端の喜望峰周辺に植民を開始する頃までには、島はほとんど打ち棄てられた状態であった。

### イギリス東インド会社領
1657年、オリヴァー・クロムウェルはイギリス東インド会社にこの島の行政権を認めた。東インド会社はこの島の要塞化と植民を決定し、1659年に初代総督ジョン・ダットン（Captain John Dutton）が着任した。これをもって、セントヘレナはイギリスで二番目に古い（バーミューダに次ぐ）植民地となったとされる。1660年の王政復古後、東インド会社は王の特許状を手に入れ、島の要塞化と植民地化が認められた。東インド会社によって1658年建設された砦が現在の主都ジェームズタウンであり、この名は当時の王弟ヨーク公（のちのジェームズ2世）にちなんで名づけられたものである。当時の住民のほぼ半分はアフリカからの黒人奴隷であった。1673年にはオランダによって占領されたものの、同年中にイギリスが奪回した。
なお、1676年からエドモンド・ハレーが天文台を設置し、天体観測の拠点としていた。1810年以降は、東インド会社による広東貿易の寄港地として使用されるようになる。

### ナポレオンとセントヘレナ

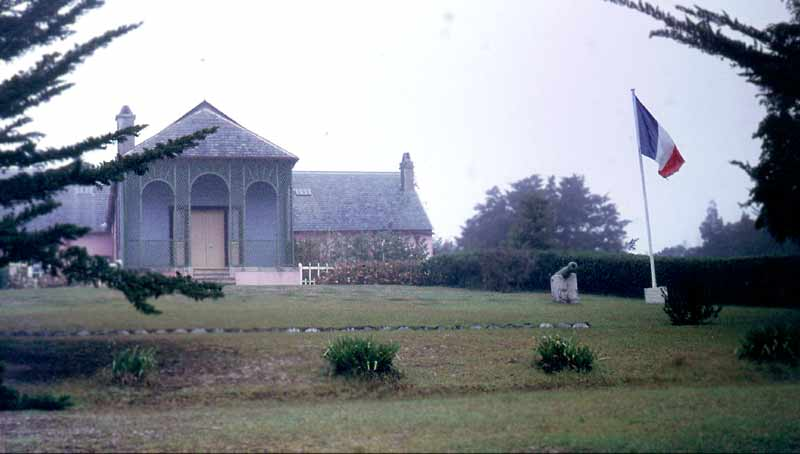
ロングウッド・ハウス

ナポレオン・ボナパルトがエルバ島脱出ののちワーテルローの戦いで敗れると（百日天下）、ウィーン会議により身柄の扱いはイギリスに一任された。イギリスはナポレオンの亡命受け入れを拒否し、保護を名目としてこの絶海の孤島に閉じ込めることにした。ナポレオンは1815年10月にセントヘレナに到着し、1821年5月に死去するまで島中央のロングウッド・ハウスに暮らした。しばしば「流刑」と称されるが、裁判や条約に基づいたものではなかった。
イギリスは、ハドソン・ロー総督に監視させるにとどめ、館での生活はナポレオン一行の自由にさせていた。ハドソン・ローの干渉に、ナポレオンは不満を漏らすこともあったが、ロングウッドの屋敷に、アンリ・ガティアン・ベルトラン将軍とその家族、さらに32人の中国人を含むスタッフなどと多数で、豊富な食料品を移入して暮らしていたことが、近年（2015年）明らかになっている。
ナポレオン幽閉の時代もこの島は東インド会社領のままであったが、イギリス政府の関与はより大きくなった。ナポレオン派を警戒して島には部隊が駐屯したほか、海軍の艦船が島の周辺を警戒した。また、隣の島であるアセンション島やトリスタンダクーニャ島 にもイギリス軍が派遣された。
1817年の国勢調査によれば、島には821人の白人住民、820人の兵士、618人の中国人労働者、500人の黒人自由民、1540人の奴隷がいたことが記録されている。ナポレオンの死後、数千人の「滞在者」たちは島を去り、東インド会社が島の統治を続けた。ナポレオンが幽閉中に島のコーヒーを称賛したことから、パリではセントヘレナ産コーヒーの評判が高まった。

### 王領植民地
1833年に発布された「インド法」により、1834年4月22日に王領直轄地となった。1853年1月米国ペリー提督のミシシッピ号が日本への来航途中に石炭補給のため寄港した。1830年以降、大西洋航路の交通量増大に伴ってセントヘレナ島に寄港する船舶の数は増大し、1850年代には年間1000隻以上の船が寄港して繁栄したものの、スエズ運河開通（1869年）以降は交通量が激減し、20世紀に入ると年間寄港船数は100隻を割るようになった。第2次ボーア戦争の間（1899年-1902年）には、数千人のボーア側捕虜の収容所となった。

### 20世紀以降
20世紀に入ると寄港地としての重要性は完全に失われ、年間の入港船数は平均20隻台から30隻台、多い年でも50隻台にとどまるようになり、孤立化が一層進んだ。寄港地に替わる産業として、20世紀初頭に亜麻の栽培が導入され、全島で栽培されて島の基幹産業となったものの、1960年代に亜麻の紐がナイロンとゴムバンドに置き換えられて需要が激減したため、亜麻の栽培は以後ほぼ行われなくなった。

## 経済
主な経済活動は漁業および缶詰工業であり、また島で生産されたコーヒーは名産品となっている。しかしこれだけでは全住民の生活を支えられず、多くの労働力が島外へと流出している。主な移民先は隣島であるアセンション島で、同島の軍事基地で働くものが多い。次いで移民流出先となっているのはフォークランド諸島であり、イギリス本国で働くものもいる。こうした島外労働者からの送金はセントヘレナ経済の柱となっている。また航路補助金や開発援助などイギリス本国政府からの交付金が大きいため、島内において経済的にセントヘレナ島政府の占める割合が非常に高く、1990年には島内にいる労働者の84％は政府関係の職に就いていた。
2012年時点ではATMやクレジットカードが使える店、インターネット回線、携帯電話の基地局もなく孤立状態であった。

## 住民

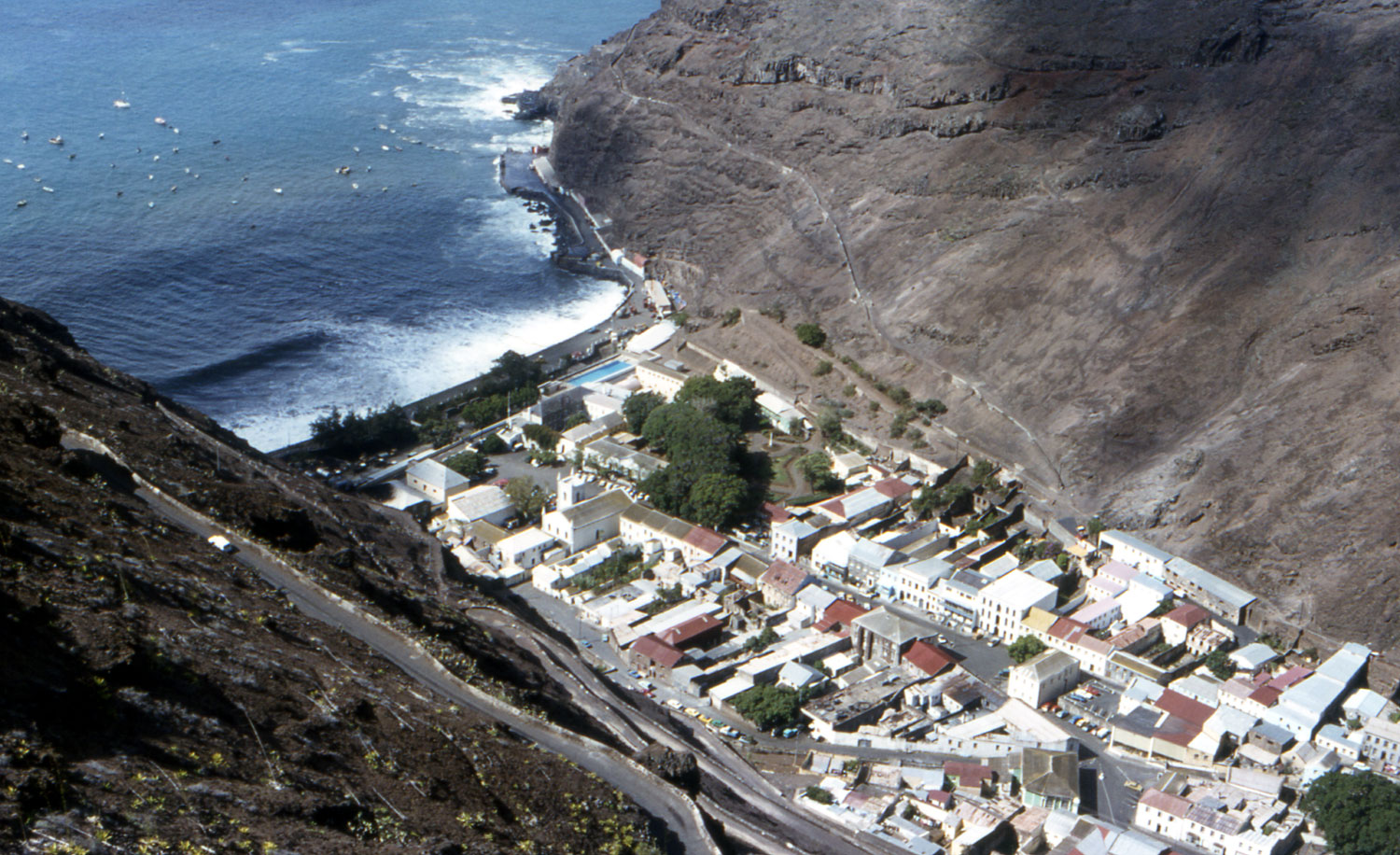
ジェームズタウン

住民はセントヘレナ人（イギリスの白人と黒人などの混血）が85%を占める。宗教は英国国教会（南部アフリカ聖公会）がほとんどである。

## 交通

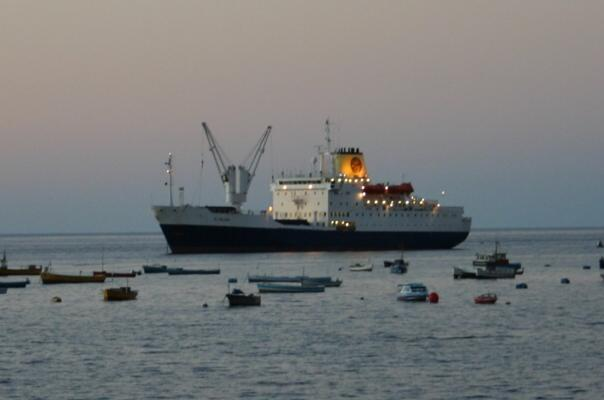
セントヘレナ号

### 海運
2018年の貨客船セントヘレナ号の退役に伴い、新たにセントヘレナ海運社によって貨物船MVヘレナ号が就航した。同船は南アフリカ共和国のケープタウンとの間を年に12往復、アセンション島との間を年に4往復する。ケープタウンまでは7日の航海であり、客室があるため乗客が便乗することも可能である。
セントヘレナと外部を結ぶ交通は、長らくイギリス郵便事業会社ロイヤルメールの定期便貨客船、セントヘレナ号が、南アフリカ共和国のケープタウンとの間を3週間に1度の頻度で5日間かけて往来していた。この船はケープタウン（年12便）のほか、アセンション島（年14便）やイギリス本土（年2便）とも結んでいたものの、便数が少ないうえ時間がかかるため観光客の満足な受け入れはおろか、生活物資の確保にも困難をきたす状態が続いていた。2017年にセントヘレナ空港が開港したため、セントヘレナ号は2018年2月に退役した。

### 航空
かねてより旅客機の発着が可能な空港の建設構想があったが、紆余曲折を経て2016年にセントヘレナ空港が完成し、2017年10月15日、ヨハネスブルグからの初の旅客定期便が就航した。
- ヨハネスブルグ（ウィントフック経由） - 週2便　エアリンク社運行[注釈 2]
- ケープタウン - 季節便

### 鉄道
1829年にセントヘレナ鉄道会社によってラダー・ヒルの斜面に索道が造られたが、1871年に索道施設は撤去された。残された長大な階段はジェイコブス・ラダーと呼ばれている。

## 文化

### スポーツ
クリケットが盛んである。歴史は古く、1844年にプレーされていた記録がある。1934年にリーグと地区大会を管理する統括組織としてセントヘレナクリケットクラブが設立された。セントヘレナクリケット委員会は2001年に国際クリケット評議会に加盟した。

### 放送
- ラジオ・セントヘレナ - 1967年12月25日、AM1548 kHzにて開局。年1回短波の11.0925 MHzで放送するセントヘレナデーが有名であったが2012年12月25日に閉局、南大西洋メディアサービス（SAMS）に移行した。
- 南大西洋メディアサービス（SAMS） - 民間企業だが、セントヘレナ政府の補助金で運営されている。SAMS Radio 1は音楽とエンターテイメント専門チャンネル、SAMS Radio 2はBBCワールドサービスの中継を行なっている。
- セントFMコミュニティラジオ - 2013年3月10日、地元のラジオ愛好家が、2005年1月3日から2012年12月21日まで放送していたセントFMの周波数を引き継いで開局した。

## 小説などへの登場
芥川龍之介「歯車」より
- 「~ナポレオンはまだ学生だった時、彼の地理のノオト・ブックの最後に「セエント・ヘレナ、小さい島」と記していた。~」